# Ринкова площа Старого Міста Варшави
Ринкова площа Старого Міста Варшави (пол. Rynek Starego Miasta w Warszawie) — міська площа у Старому Місті Варшави, що має планування прямокутника розміром 90 на 73 метри. До площі сходяться вісім вулиць.
Ринок є пішохідним (за винятком автомобілів зі спеціальними дозволами) і є місцем для недільних прогулянок та екскурсій, а також випадкових заходів та концертів. Житлові будинки на ринковій площі призначені для музеїв, закладів культури, магазинів, стильних кафе та ресторанів.

## Галерея зображень

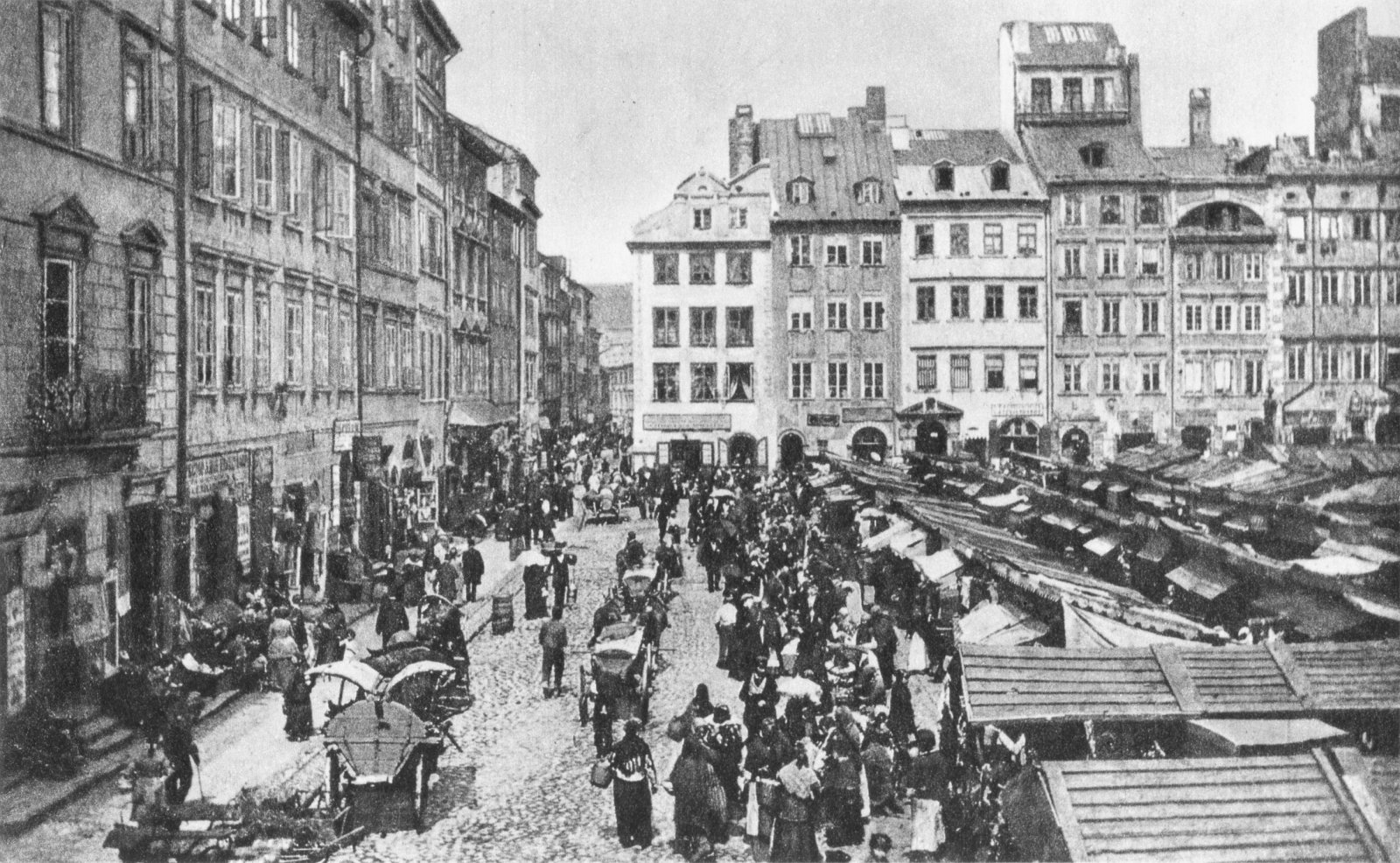
Варшава. Ринок Старого Міста - XIX ст.
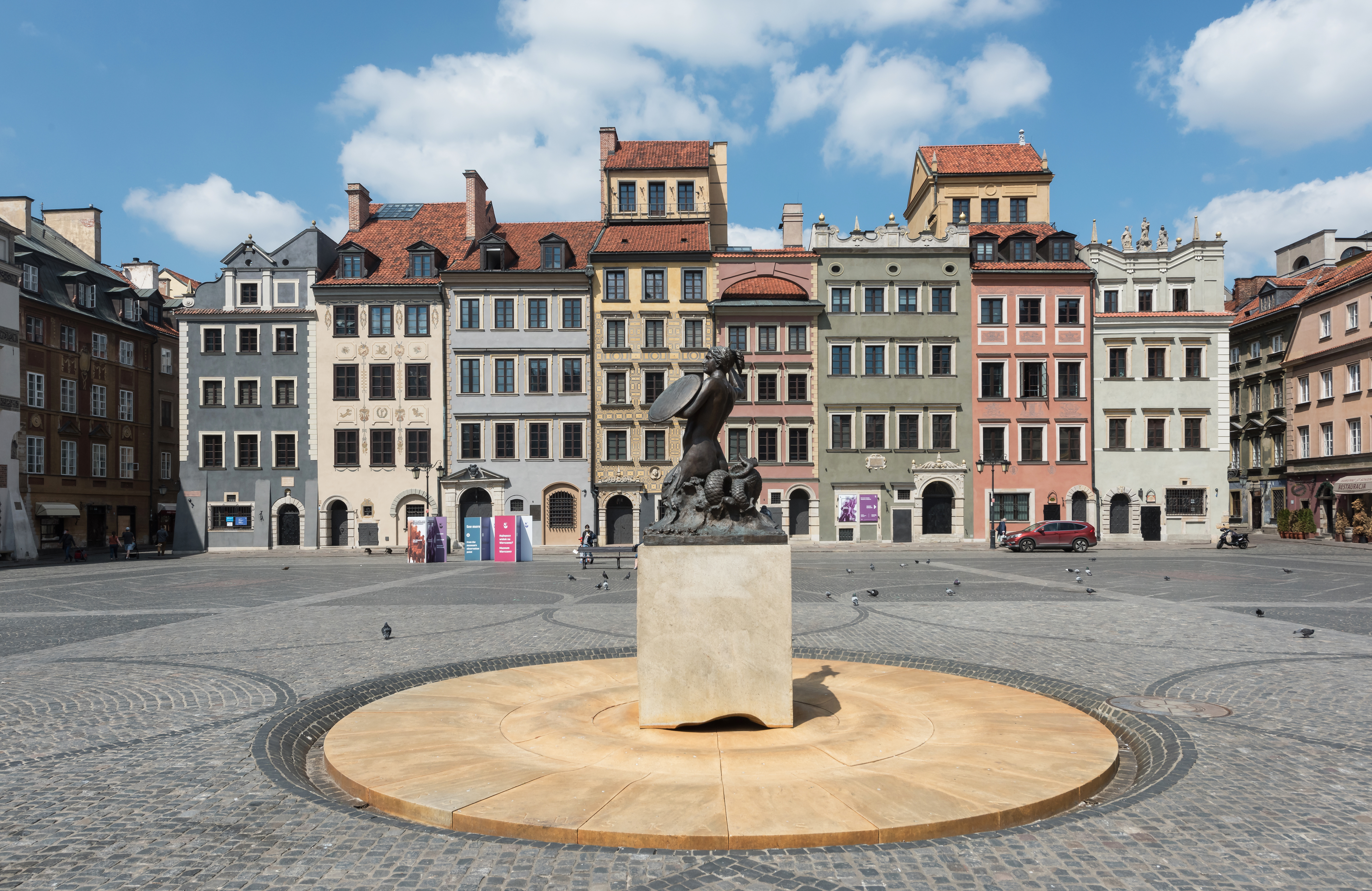
Ринкова площа Старого міста (Варшава), 2020 р.
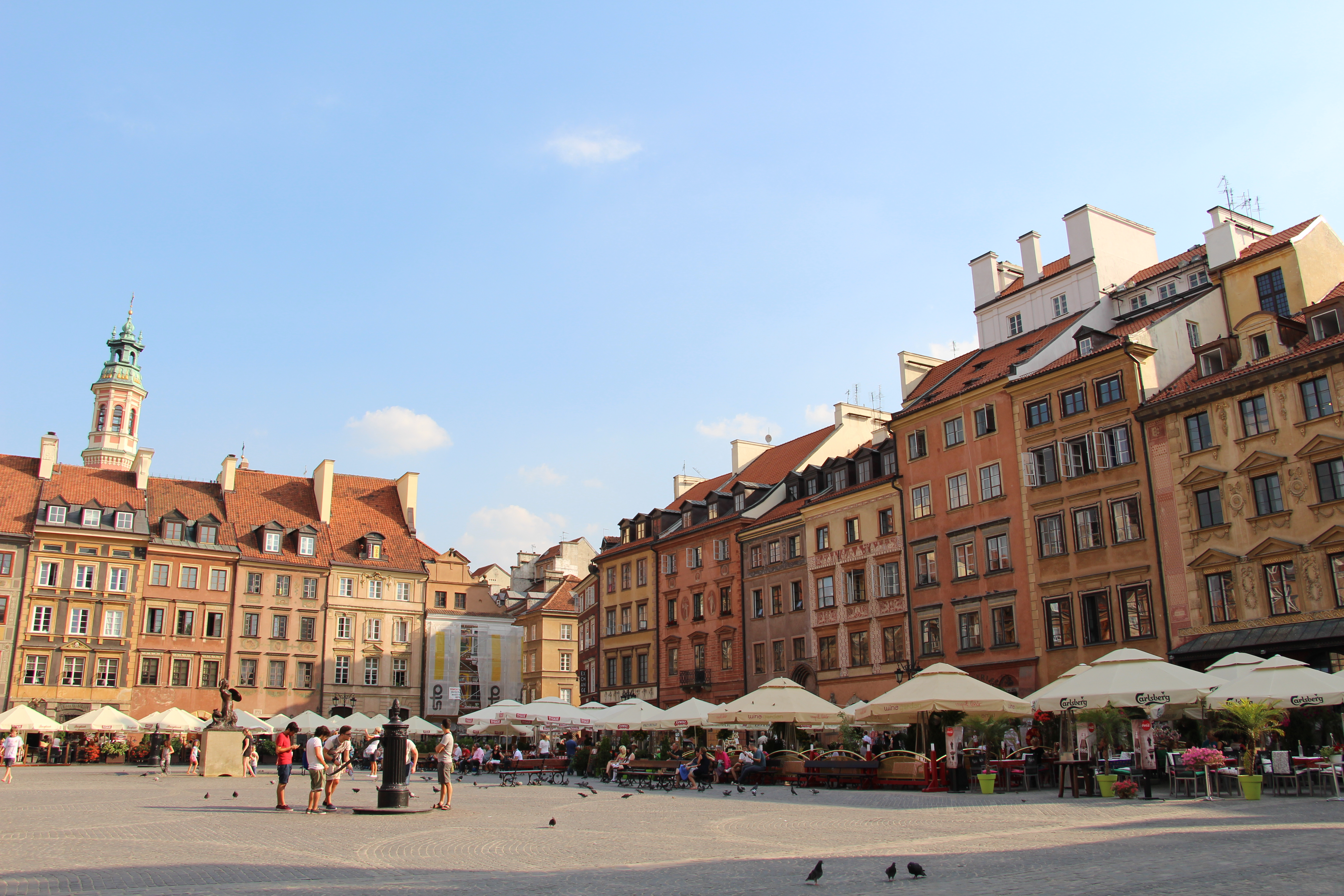
Старе місто (Варшава). Ринкова площа
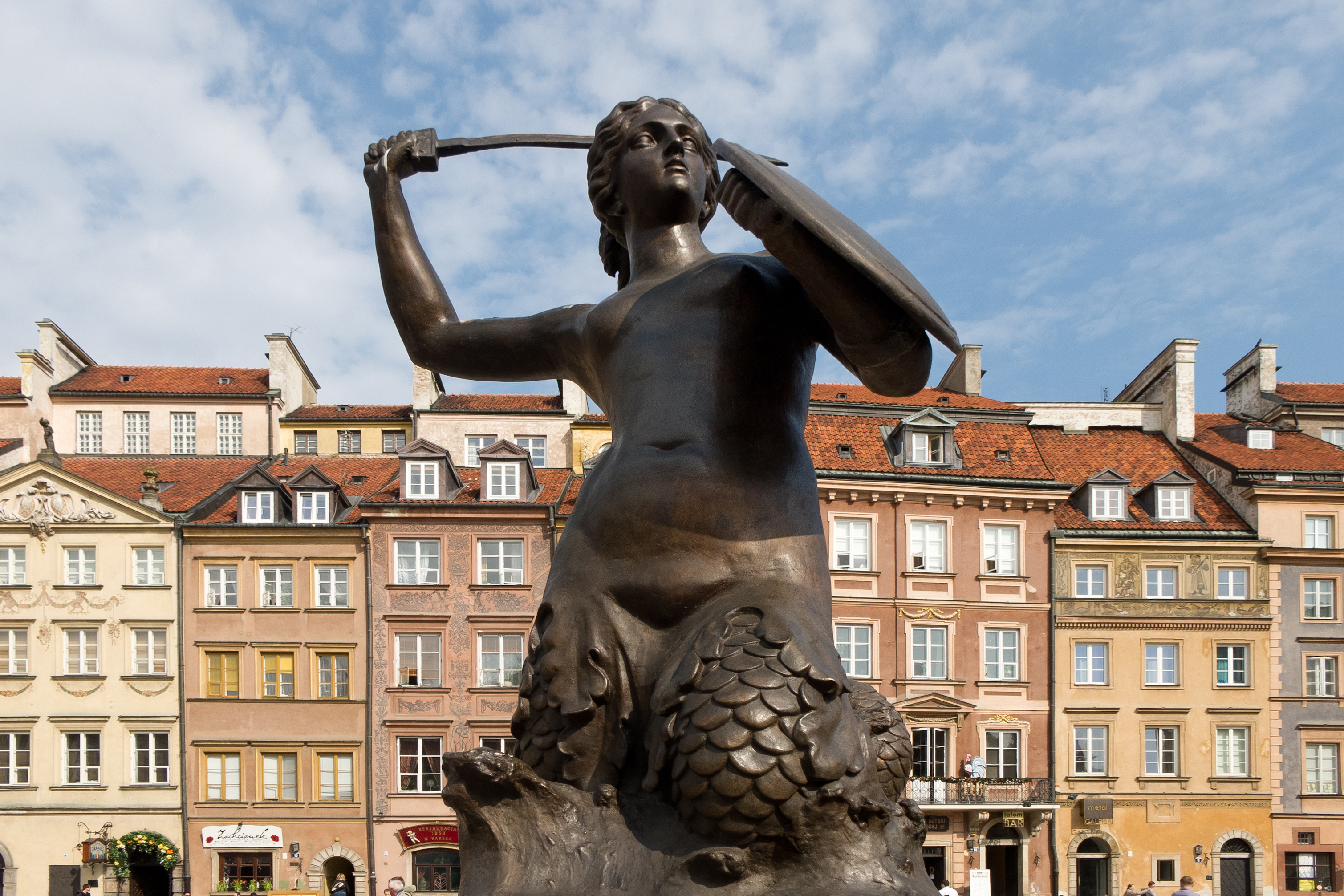
Пам`ятник Русалці. Ринкова площа Старого міста у Варшаві
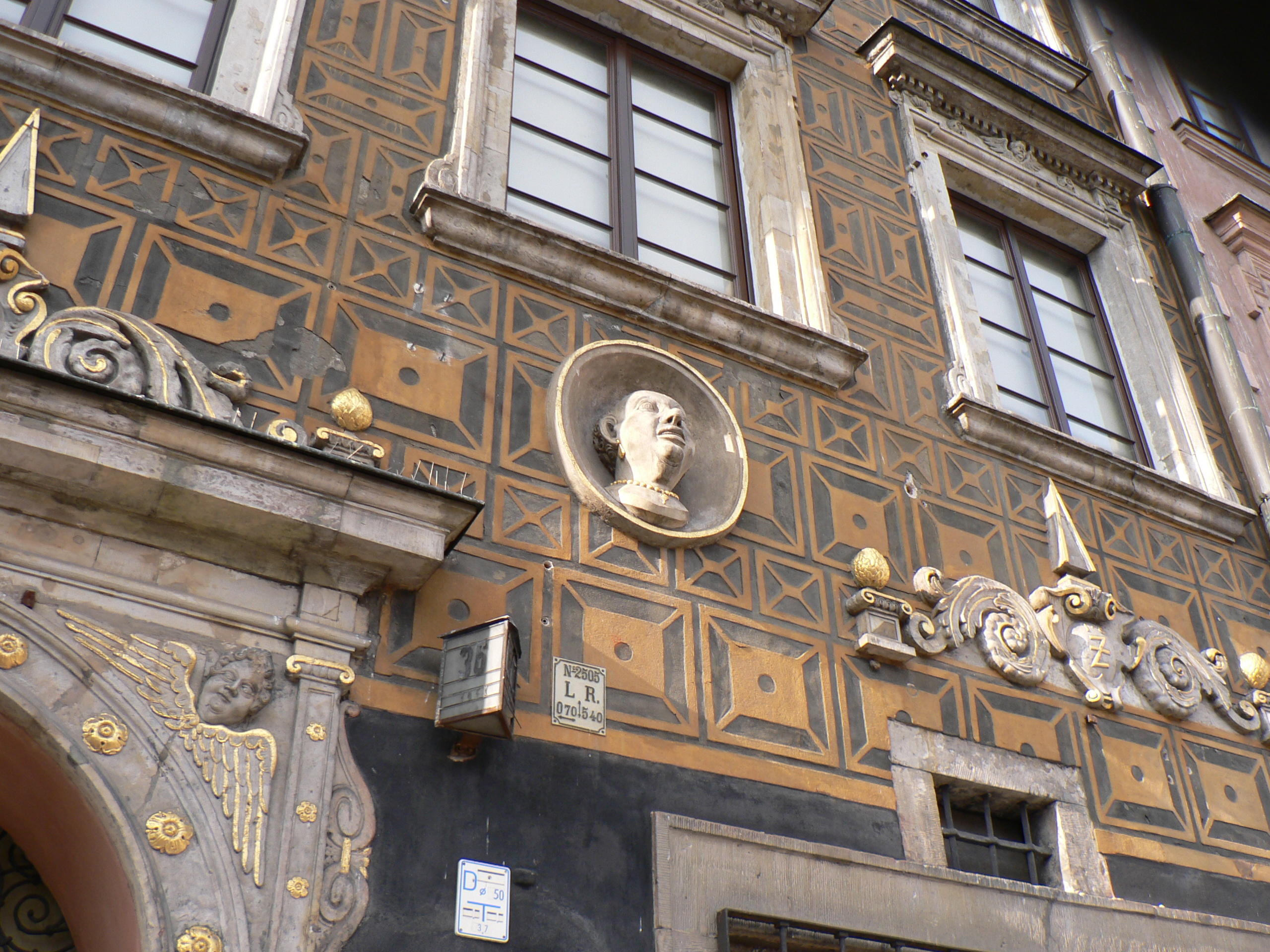
Варшава. Ринок Старого Міста
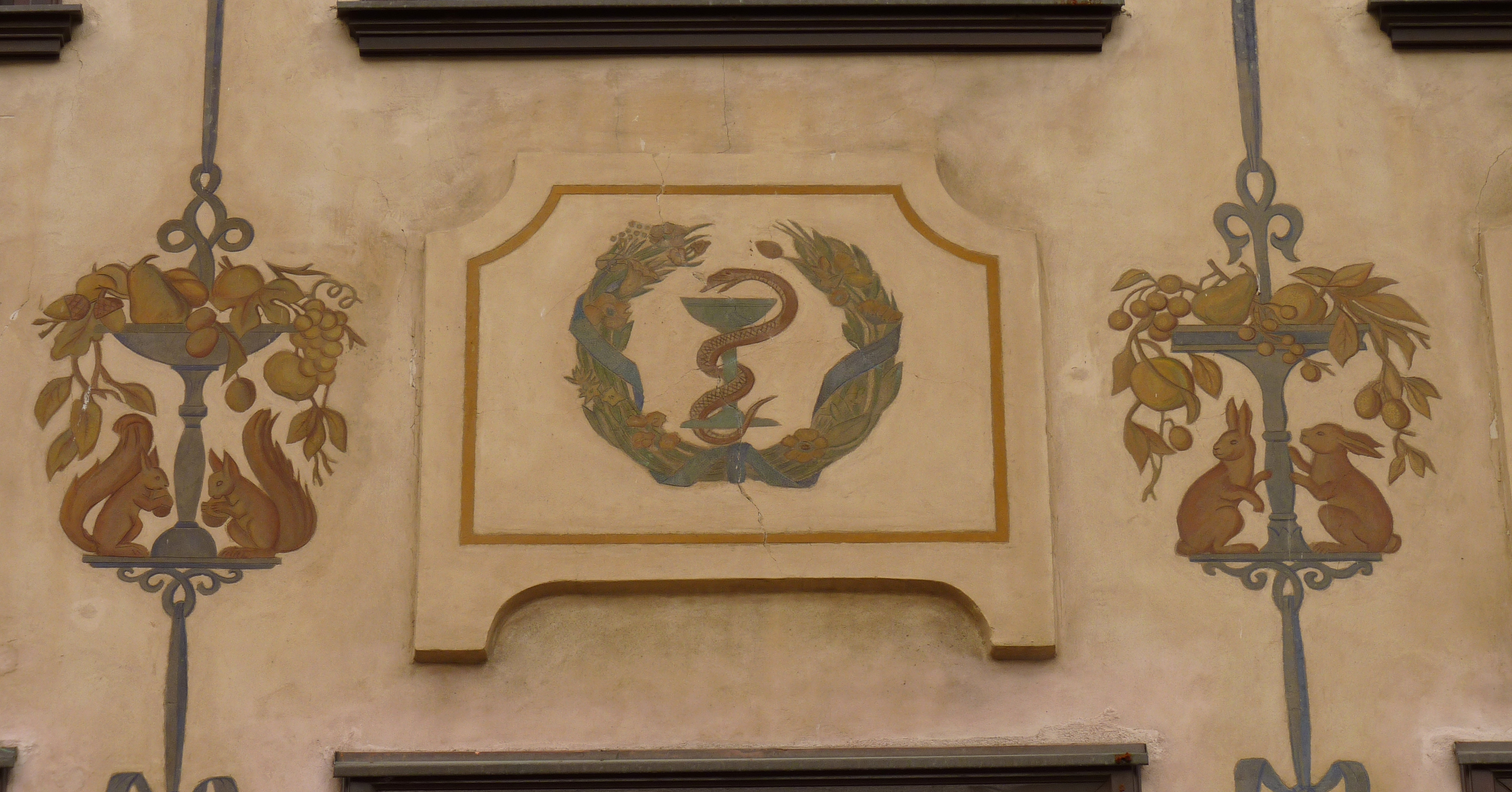
Ринок Старого Міста. Фреска
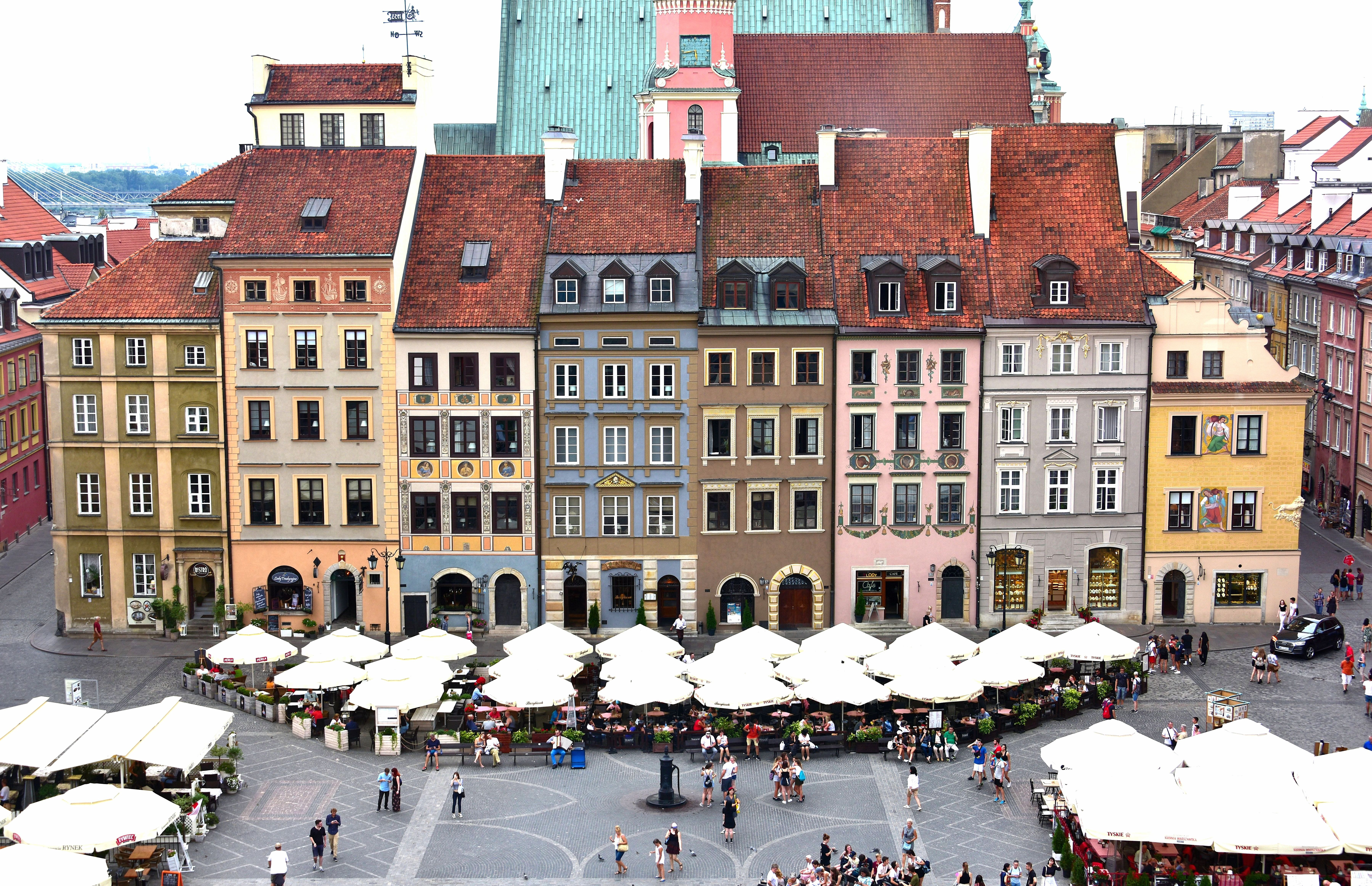
Ринок Старого Міста у Варшаві сторона І.Закшевського
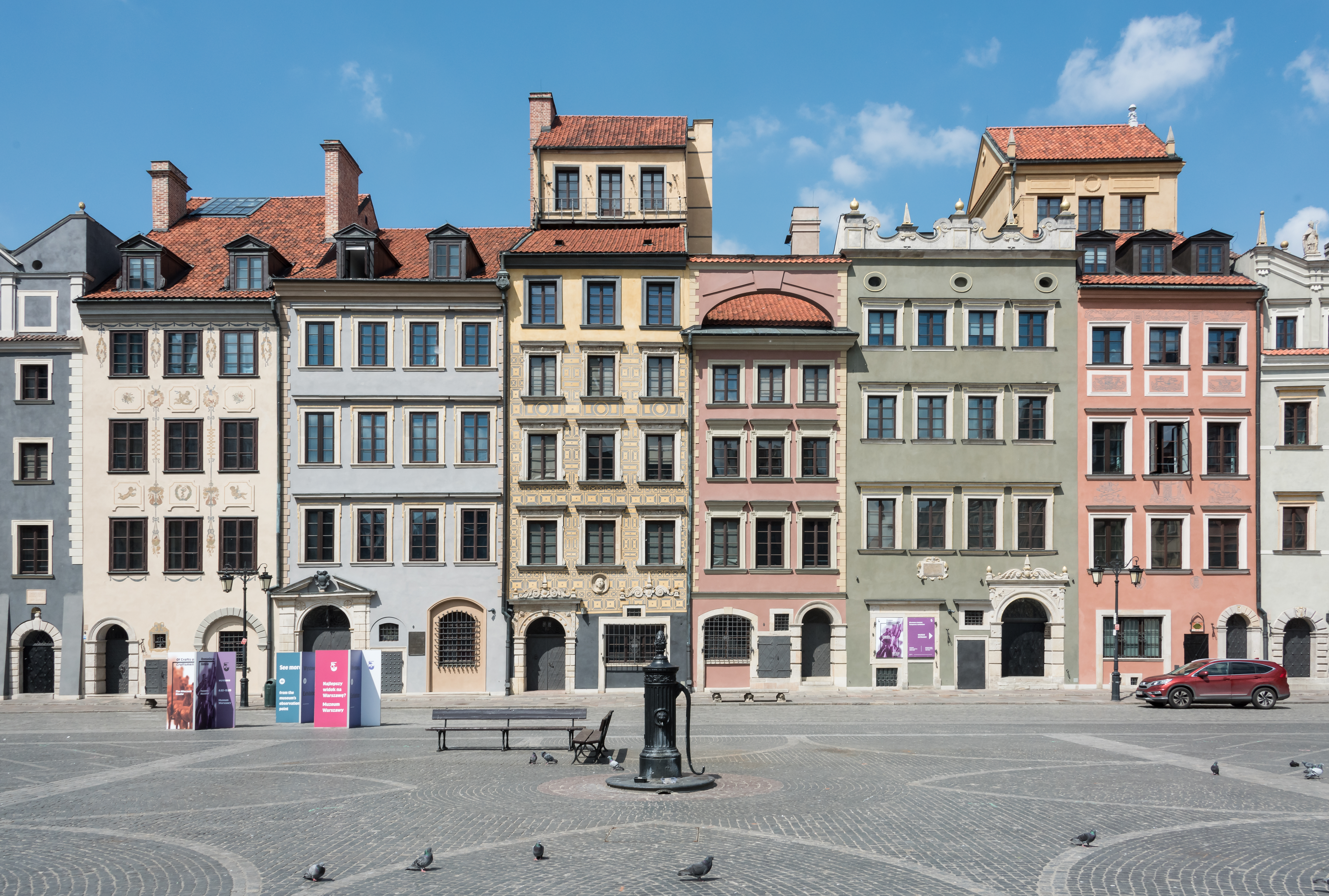
Ринок Старого Міста у Варшаві. Сторона Я. Декерта
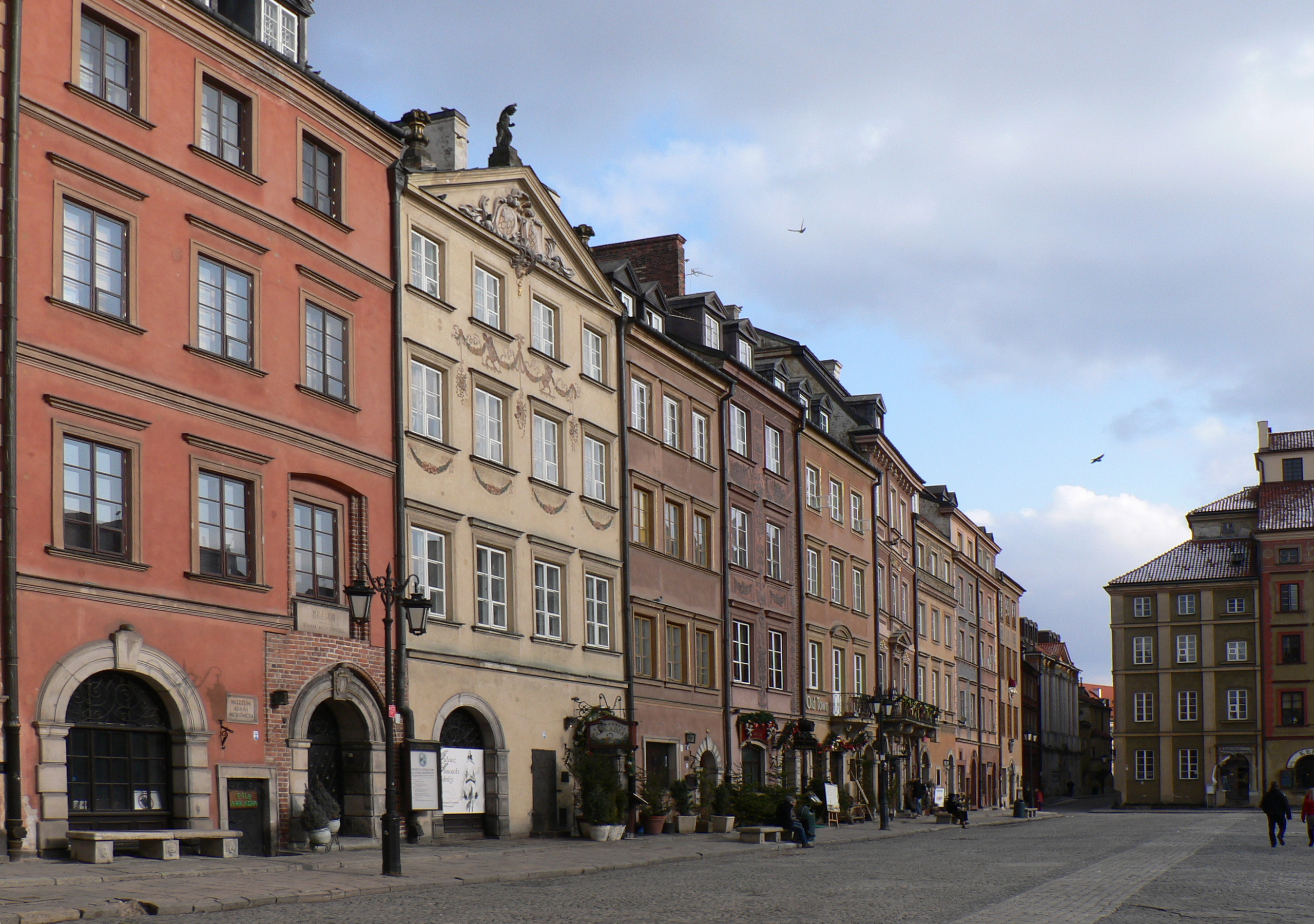
Варшава. Ринок Старого Міста. Сторона Ф. Барсса